# Viviana Larice
Viviana Larice (Livorno, 1926 – Livorno, 28 gennaio 2019) è stata un'attrice italiana.

## Biografia
Lavorò prevalentemente come attrice di teatro, recitando fra gli altri al fianco di Nino Taranto, di Macario e di Carlo Dapporto. Fu diretta anche da Memo Benassi. Per diversi anni recitò con la Compagnia Stabile di Torino.
Con Totò lavorò a La scommessa, Lo smemorato di Collegno e Totò story. Ha recitato anche al fianco di Lino Banfi ne L'allenatore nel pallone. 
Non si sposò mai; visse gran parte della sua vita a Livorno – sua città natale – dove si spense a 92 anni.

## Filmografia

### Cinema
- Lo smemorato di Collegno, regia di Sergio Corbucci (1962)

- 00-2 agenti segretissimi, regia di Lucio Fulci (1964)
- Con rispetto parlando, regia di Marcello Ciorciolini (1965)
- Totò story, regia di Mario Mattoli e Camillo Mastrocinque (1968)
- W le donne, regia di Aldo Grimaldi (1970)
- Messalina, Messalina!, regia di Bruno Corbucci (1977)
- L'allenatore nel pallone, regia di Sergio Martino (1984)

### Televisione
- Tutto Totò – serie TV, episodio 1x05 (1967)
- All'ultimo minuto – serie TV, episodio 1x01 (1971)
- Aeroporto internazionale – serie TV, episodio 2x13 (1987)
- Diciottanni - Versilia 1966 – serie TV, episodio 1x04 (1988)